# Casa de Banho de Dom João VI
A Casa de Banho de Dom João VI, também conhecida como Museu da Limpeza Urbana, é um museu localizado no número 385 da praia do Caju, no bairro do Caju, na cidade do Rio de Janeiro, no Brasil.

## História
O museu é um casarão do início do século XIX de nove cômodos e alpendre, de propriedade do negociante de café Antonio Tavares Guerra. A construção adquiriu certa fama por dom João VI, após a instalação da família real portuguesa no Rio de Janeiro, a ter usado para tomar banhos de mar na região, que, à época, desfrutava de uma paisagem natural intocada. Com isso, o casarão passou a chamar-se "Chácara Imperial Quinta do Caju".
O Caju era um balneário, com muitos terrenos preservados à volta e banhado por uma Baía de Guanabara ainda limpa. Os banhos de mar de dom João VI foram uma recomendação médica para curar a infecção causada pela mordida de um carrapato. Além disso, à época, o trajeto percorrido da residência da corte no Paço de São Cristóvão até o Caju era concluído sem dificuldades.
Em 1938, o casarão foi tombado pelo Serviço do Patrimônio Histórico e Artístico Nacional (SPHAN). Em 1985, o casarão foi restaurado pelo SPHAN, porém, três anos depois, se encontrava abandonado e ocupado por uma família de dez membros. Em 1996, o prédio foi novamente restaurado com o auxílio da Companhia Municipal de Limpeza Urbana (Comlurb), passando a abrigar o "Museu da Limpeza Urbana", que abriga materiais relativos à história da coleta de lixo na cidade.
Em 2012, o museu foi fechado para visitação devido à falta de verba. O governo e moradores planejam revitalizar o lugar, pois se encontra abandonado.